# Liberia Petroleum Refining Company Oilers
Maillots
Liberia Petroleum Refining Company Oilers (plus souvent appelé LPRC Oilers) est un club libérien de football basé à Monrovia.

## Histoire
LPRC Oilers, fondé dans les années 1960, est le troisième grand club de Monrovia et du Liberia, derrière Mighty Barrolle et Invincible Eleven. Avec 7 titres de champion remportés et 5 victoires en Coupe nationale, c'est l'une des formations les plus performantes du pays depuis les années 1980. A contrario des autres équipes libériennes, LPRC a réussi à s'illustrer en coupe d'Afrique, avec notamment un quart de finale disputé en Coupe d'Afrique des vainqueurs de coupe 1989.

## Palmarès
- Championnat du Liberia (7) :
  - Vainqueur : 1991, 1992, 1999, 2002, 2005, 2019, 2021

- Coupe du Liberia (5) :
  - Vainqueur : 1988, 1989, 1993, 1999, 2000

- Supercoupe du Liberia (2) :
  - Vainqueur : 2002 et 2021
  - Finaliste : 2000, 2019

## Grands joueurs
- Amadaiya Rennie